# 새끼폄근
새끼폄근(extensor digiti minimi, extensor digiti quinti proprius) 또는 소지굴근(小指伸筋)은 아래팔의 가느다란 근육으로, 손가락폄근의 자쪽에 위치하면서 손가락폄근과 일반적으로 연결되어 있다.

## 구조
새끼폄근은 위팔뼈의 가쪽위관절융기에서 온폄근힘줄을 통해 얇은 힘줄성의 슬립으로 기시한다. 종종 인접한 근육과의 사이에 있는 근육사이막에서도 기시한다.
새끼폄근의 힘줄은 폄근지지띠의 칸을 통해 지나가는데, 이때 먼쪽노자관절 뒤로 주행한다. 힘줄은 두 개로 나눠져서 손등을 가로지르고, 최종적으로는 손가락폄근 힘줄에 합류한다. 세 힘줄은 모두 새끼손가락의 손등쪽 폄근널힘줄에 붙는다. 한편 새끼폄근에서 넷째손가락으로 가는 힘줄 슬립이 존재할 수 있다.

### 변이
닿는곳의 힘줄이 나누어지지 않거나 넷째손가락으로 슬립을 보낼 수 있다. 새끼폄근 자체가 없는 경우는 드물지만, 손가락폄근과 새끼폄근 힘살이 섞여 있는 경우는 드물지 않다. 새끼폄근이 통과하는 다섯째 폄근힘줄칸의 변이는 건초염을 일으켜 새끼폄근의 기능을 제한할 수 있다. 한편 새끼폄근이 둘로 나눠져 있는 경우도 있다.

## 기능
새끼폄근은 손목과 새끼손가락을 모두 펴는 역할을 한다.

## 추가 이미지

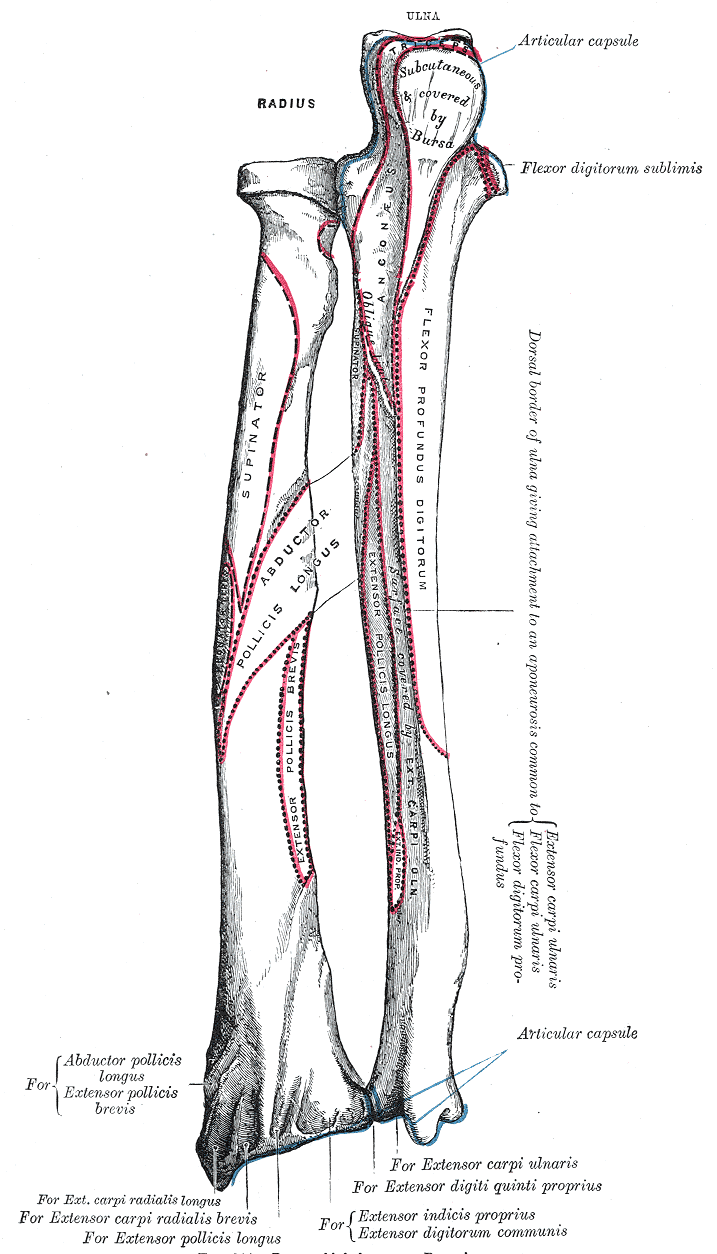
왼쪽 아래팔 뒤쪽의 뼈
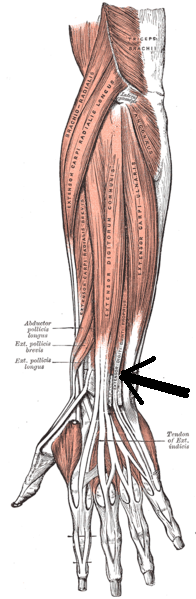
아래팔뒤칸 얕은층의 근육
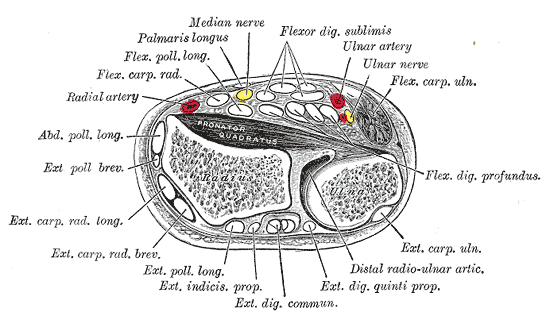
노뼈와 자뼈 먼쪽 끝의 단면
손목과 손가락의 단면
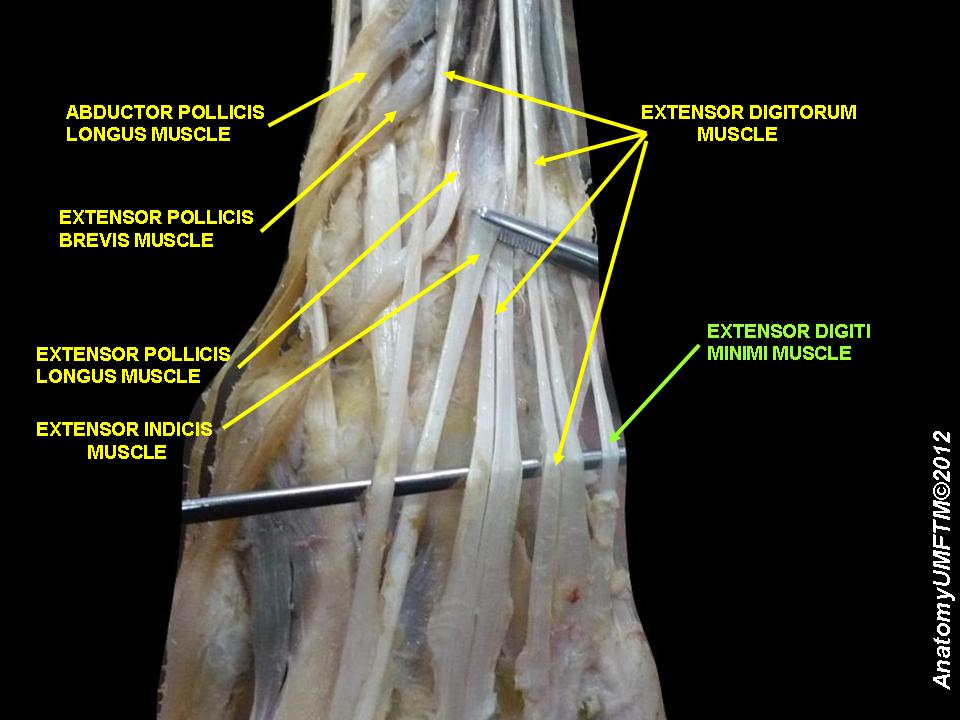
새끼폄근
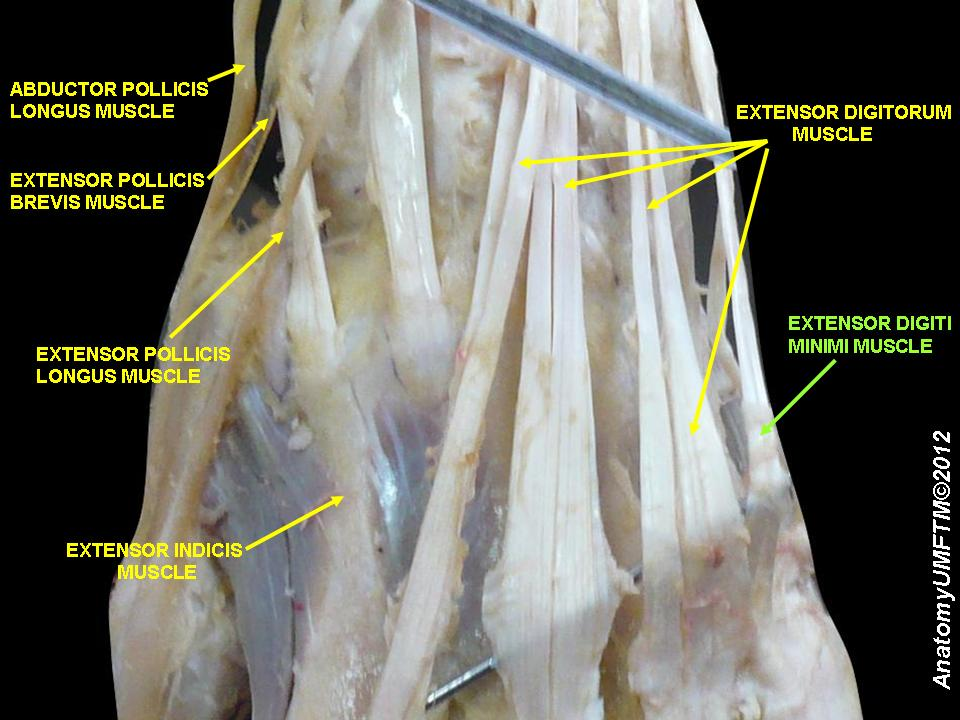
새끼폄근
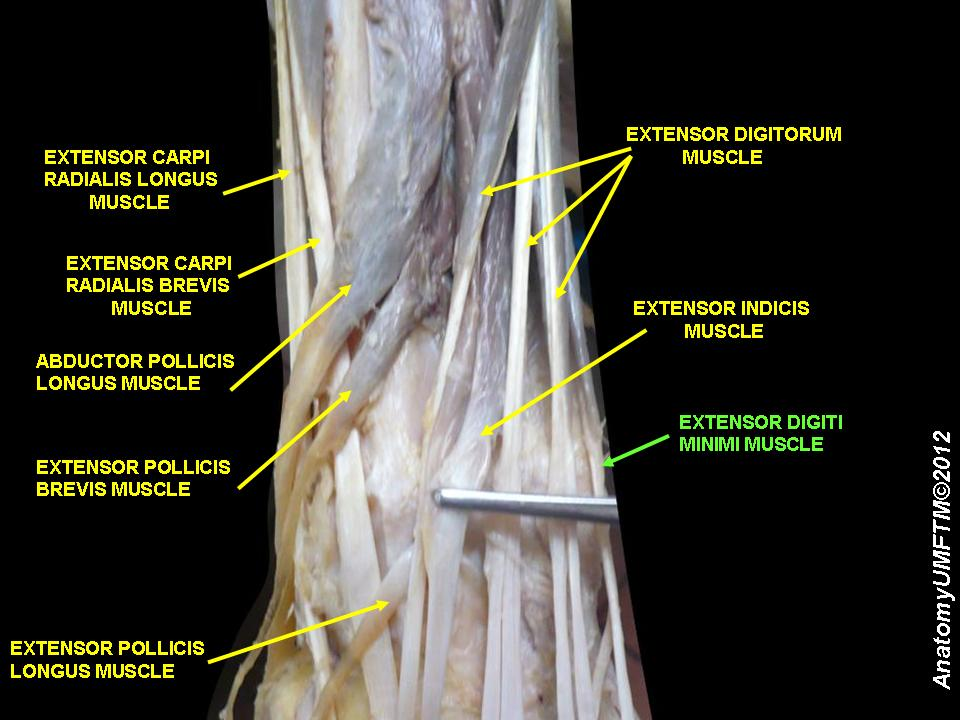
새끼폄근
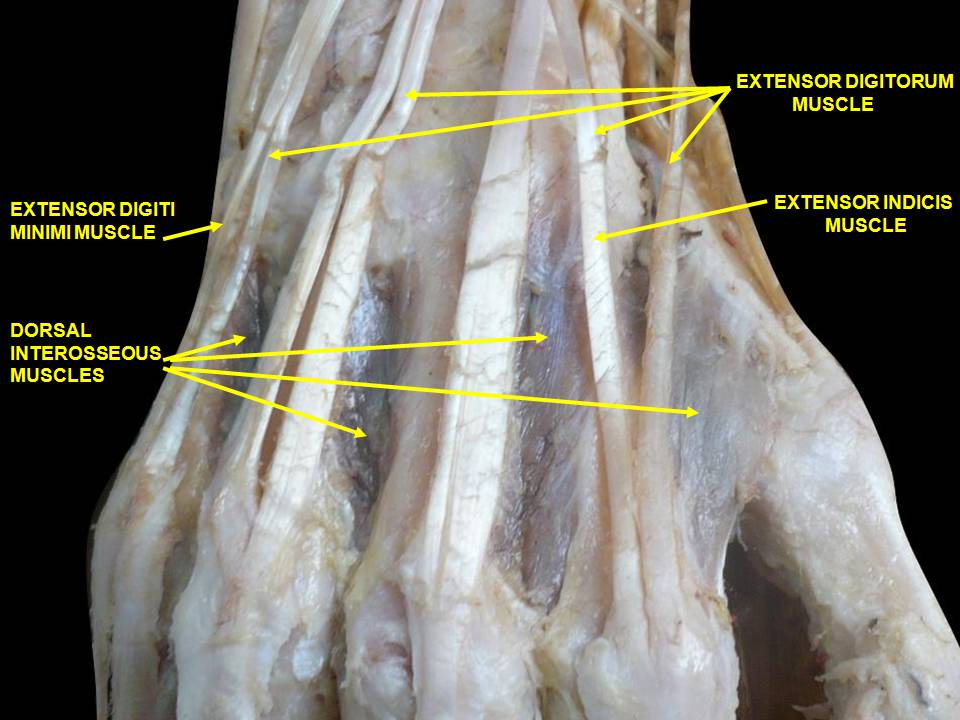
뒤에서 본 손의 근육
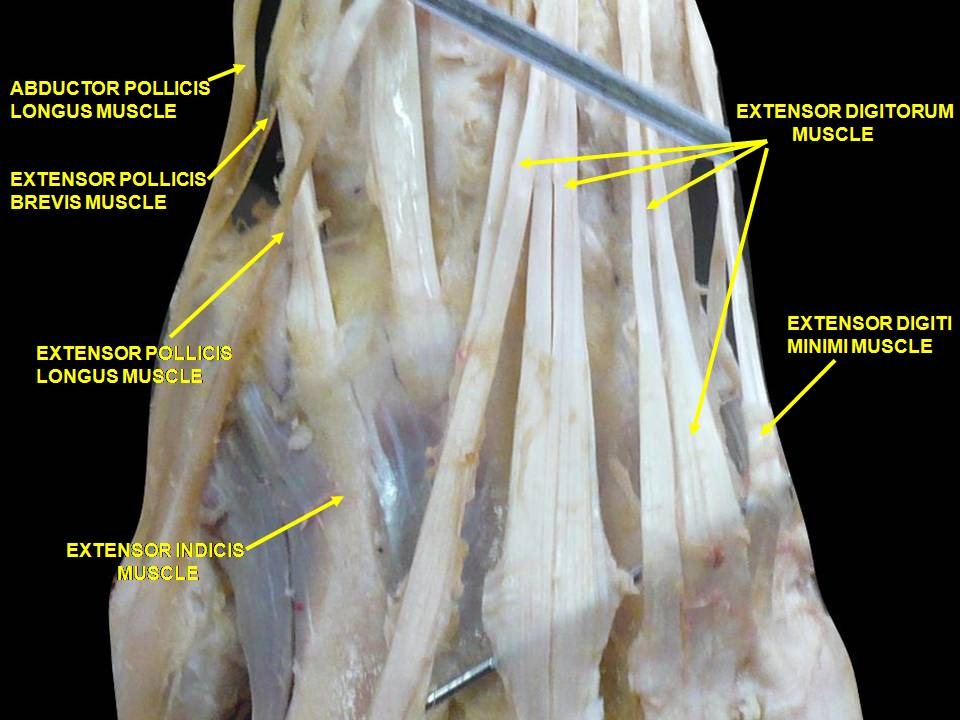
뒤에서 본 손의 근육

## 참고 문헌
이 문서는 현재 퍼블릭 도메인에 속하는 그레이 해부학 제20판(1918) page 451의 내용을 기초로 작성된 글이 포함되어 있습니다.
- Tanaka, T; Moran, S; Zhao, C; Zobitz, ME; An, KN; Amadio, PC (Aug 2007). “Anatomic variation of the 5th extensor tendon compartment and extensor digiti minimi tendon”. 《Clin. Anat.》 20 (6): 677–82. doi:10.1002/ca.20480. PMID 17352412. S2CID 44832198.
- Yoo, Moon-Jib; Chung, Kyung-Tae (December 2011). “Tendon impingement of the extensor digiti minimi: clinical cases series and cadaveric study”. 《Clinical Anatomy》 (Wiley Periodicals) 25 (6): 755–61. doi:10.1002/ca.22017. PMID 22162183. S2CID 34856936.